# Pomnik Ottona von Bismarcka w Bad Kissingen
Pomnik Ottona von Bismarcka w Bad Kissingen (niem. Bismarck-Denkmal in Bad Kissingen) – pomnik kanclerza Rzeszy i premiera Prus Ottona von Bismarcka, znajdujący się w niemieckim mieście uzdrowiskowym Bad Kissingen, do którego „Żelazny Kanclerz” przyjeżdżał 14 razy w latach 1874–1893. Dzieło, odsłonięte w 1877 roku, było pierwszym pomnikiem Bismarcka wzniesionym ku jego czci w Cesarstwie Niemieckim.

## Historia
W lutym 1876 roku niemiecki komitet o nazwie Comité für die Aufstellung einer Statue des deutschen Reichskanzlers Fürst Bismarck in Kissingen, powołany w 1875 roku, zamówił u artysty Heinricha Carla Johanna Mangera  pomnik Bismarcka. Do wzniesienia monumentu ku czci żyjącej osoby wymagana była zgoda króla Bawarii Ludwika II Wittelsbacha, który stwierdził, że pomnik nie powinien stanąć tam, gdzie w 1874 roku Eduard Kullmann dokonał zamachu na kanclerza Rzeszy, ale na terenie kompleksu tężni solankowych nad Soławą Frankońską, które Bismarck odwiedzał codziennie, podczas swojego pobytu w Bad Kissingen. Goście uzdrowiska przekazali darowizny na wzniesienie pomnika i w ten sposób pokryto dużą część kosztów budowy, które wyniosły 7800 marek.
Pomnik Bismarcka został odsłonięty o godzinie 10:00 w niedzielę, 29 kwietnia 1877 roku. Wydarzeniu poświęcono obszerną relację w miejscowym Saale-Zeitung. Telegram z podziękowaniami od kanclerza Rzeszy dotarł w czasie uroczystej kolacji, podczas której burmistrz miasta wygłosił przemówienie ku czci cesarza Wilhelma I Hohenzollerna i Bismarcka. Mimo licznych pobytów uzdrowiskowych w Bad Kissingen, „Żelazny Kanclerz” podobno nigdy nie oglądał pomnika, ponieważ, jak sam to określił w przemówieniu wygłoszonym w Reichstagu 28 listopada 1881 roku, byłby w największym zakłopotaniu oglądając swoją twarz na posągu, a dodatkowo przeszkadzałoby mu stanie tam jak skamielina, obok siebie.

## Opis
Wykonany z brązu trzymetrowy posąg Ottona von Bismarcka prezentuje kanclerza ubranego w mundur wojskowy, z orderem Pour le Mérite na szyi i Krzyżem Żelaznym na lewej piersi. W dłoniach dzierży on pałasz, którym podpiera się na cokole z granitu.

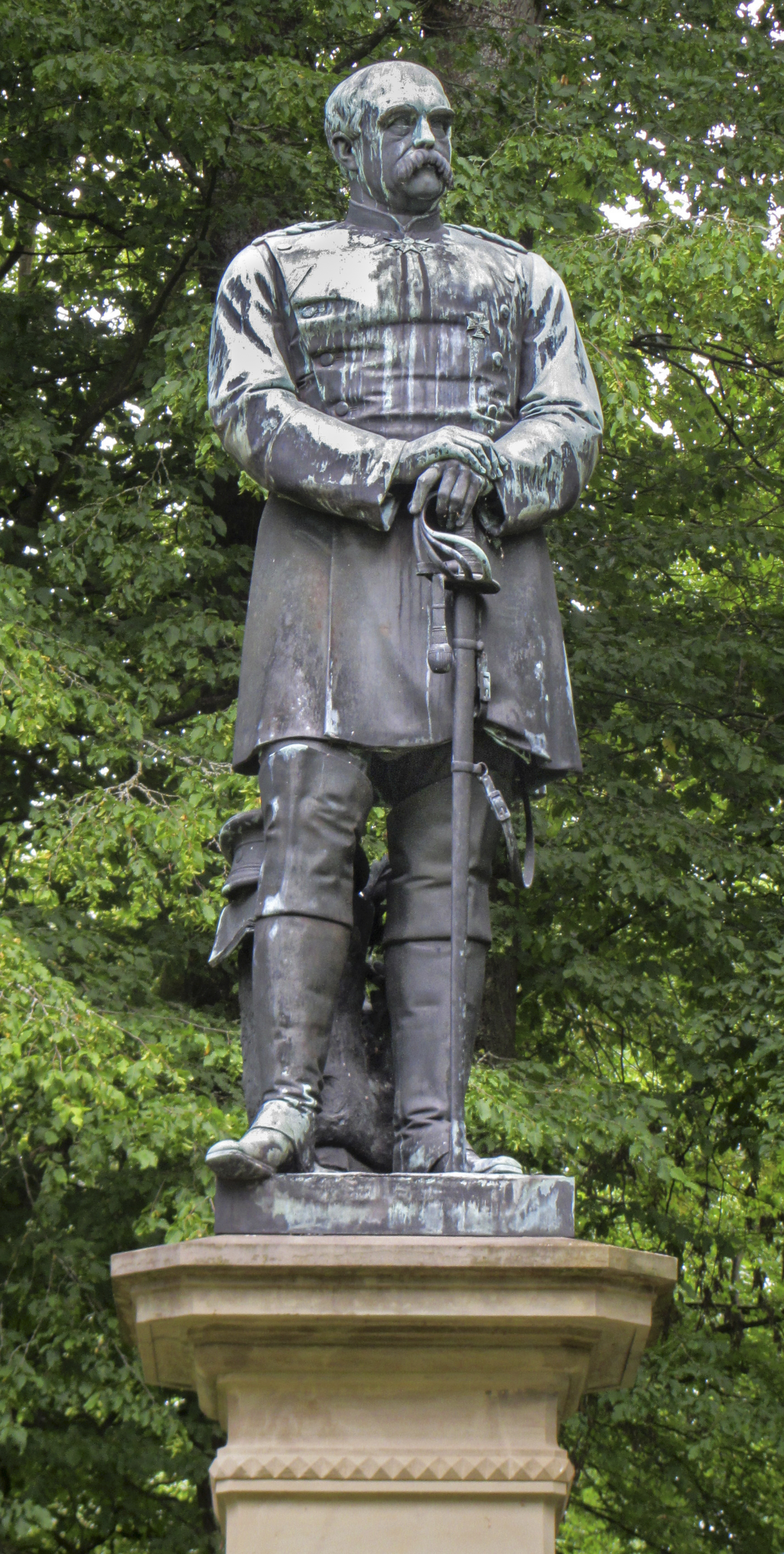
Posąg
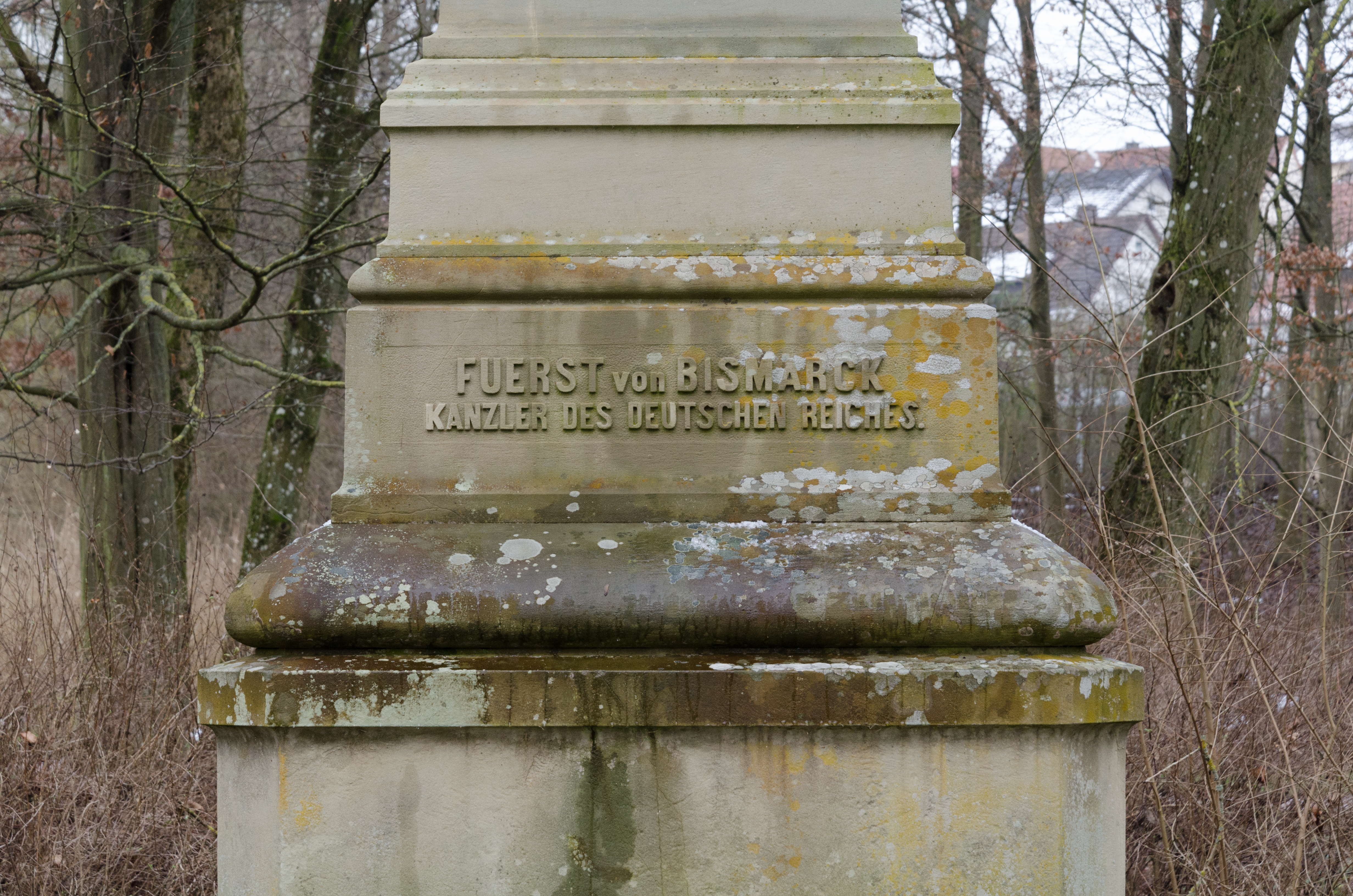
Napis na cokole

Pomnik Bismarcka autorstwa Mangera był inspiracją dla projektu pomnika Bismarcka w Kolonii. W 1915 roku, tuż przed stuleciem urodzin Bismarcka, pomnik poddany został galwanizacji warstwą brązu, celem zapewnienia mu trwałości. Usługa została wykonana przez firmę WMF, z siedzibą w Geislingen an der Steige.